# Yann Dedet

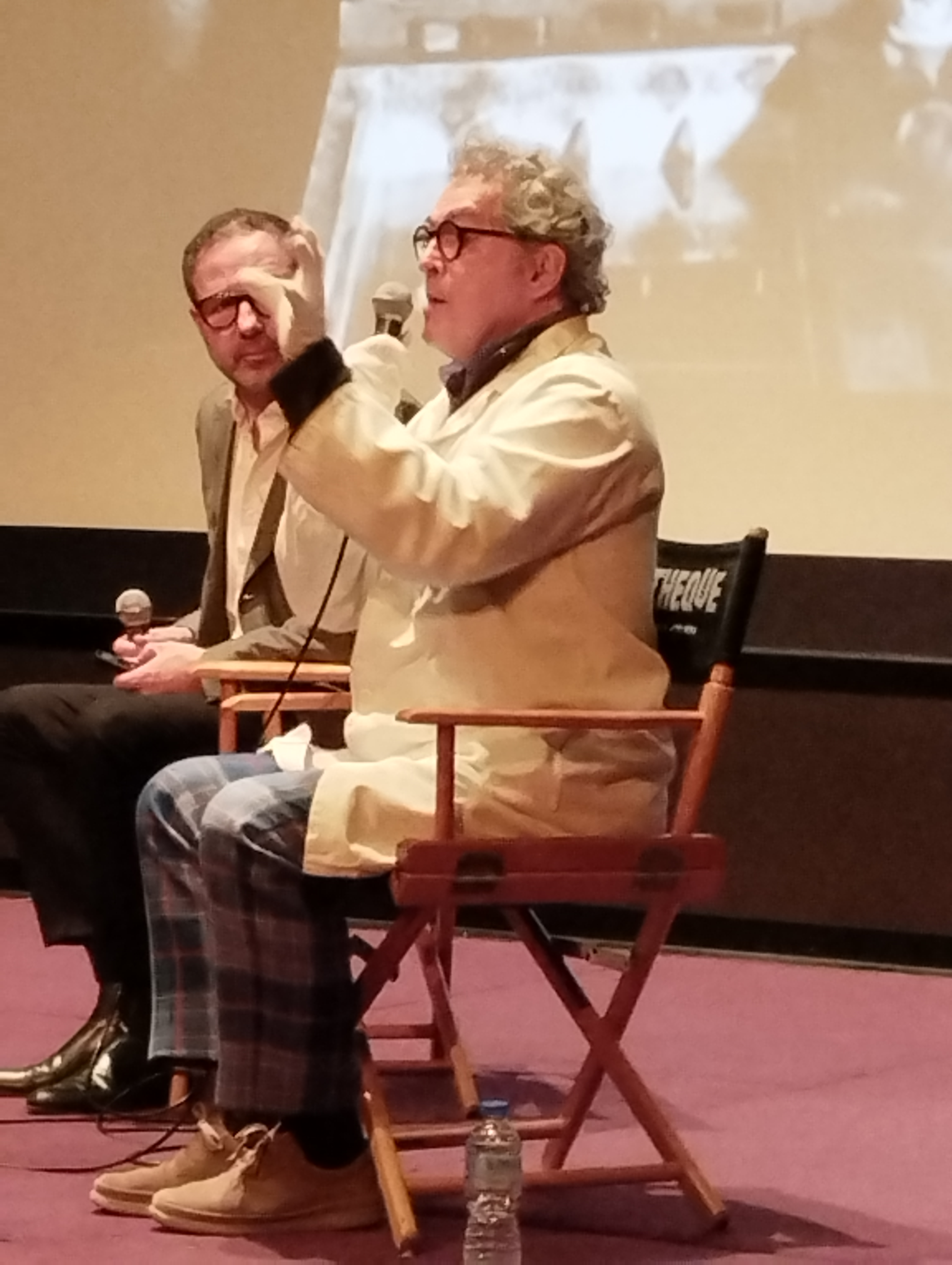
Yann Dedet (2023)

Yann Dedet (* 25. Januar 1946 in Paris) ist ein französischer Filmeditor.
Yann Dedet ist seit Anfang der 1970er Jahre im Bereich Filmschnitt tätig. Er arbeitete dabei öfters für die Regisseure François Truffaut, Maurice Pialat oder Nicole Garcia. Sein Schaffen umfasst mehr als 80 Film- und Fernsehproduktionen. 2012 wurde Dedet für den Film Poliezei (Polisse) zusammen mit seiner Ko-Editorin Laure Gardette mit dem César für den Besten Schnitt ausgezeichnet. Er war vorher bereits zweimal nominiert gewesen. Er war immer wieder auch als Schauspieler in Kleinst-Rollen zu sehen.
2017 drehte die Filmeditorin Katharina Wartena im Schneideraum Dedets den Dokumentarfilm Tenir la distance, in dem sie den Regisseur Joachim Lafosse und Yann Dedet beim Editing ihres Films L’Économie du couple (Die Ökonomie der Liebe) zeigt.

## Filmografie (Auswahl)
- 1971: Zwei Mädchen aus Wales und die Liebe zum Kontinent (Les Deux Anglaises et le continent)
- 1972: Ein schönes Mädchen wie ich (Une belle fille comme moi)
- 1973: Die amerikanische Nacht (La nuit américaine)
- 1974: Sweet Movie
- 1975: Die Geschichte der Adèle H. (L’Histoire d’Adèle H.)
- 1976: Taschengeld (L’Argent de poche)
- 1980: Der Loulou (Loulou)
- 1983: Auf das, was wir lieben (À nos amours)
- 1985: Der Bulle von Paris (Police)
- 1987: Die Sonne Satans (Sous le soleil de Satan)
- 1988: Lolita ’90 (36 fillette)
- 1991: Van Gogh
- 1998: Meine Heldin (L’ennui)
- 2000: Sommer wie Winter (Presque rien)
- 2001: Roberto Succo
- 2003: Mariées mais pas trop
- 2003: Nächtliche Irrfahrt (Feux rouges)
- 2005: Free Zone
- 2005: Ein Land geht vor die Hunde (Il était une fois en Côte d’Ivoire)
- 2006: Lady Chatterley (Lady Chatterley et l’homme des bois)
- 2008: Serie in Schwarz – Nur DJs gibt man den Gnadenschuss (Suite Noire – On achève bien les disc-jockeys)
- 2008: L‘autre
- 2009: Von Liebe und Bedauern (Les regrets)
- 2009: Der Ausreißer (Le roi de l’évasion)
- 2011: Poliezei (Polisse)
- 2013: Eifersucht (La Jalousie)
- 2015: Birnenkuchen mit Lavendel (Le goût des merveilles)
- 2016: Dans la forêt
- 2016: Die Ökonomie der Liebe (L’économie du couple)
- 2016: Die Grundschullehrerin (Primaire)
- 2019: Die Familienfeier (Fête de famille)
- 2021: In Liebe lassen (De son vivant)
- 2022: The Plough
- 2023: Der Fall Goldman (Le procès Goldman)
- 2023: Making of
- 2023: Le Grand Chariot

## Schriften
- Le Principe du clap. Entretien avec Serge Toubiana. Paris Ed. P.O.L. ISBN 978-2-8180-5631-8 (E-Book)
- Le Point de vue du lapin. Paris Ed. P.O.L., 2017. ISBN 978-2-8180-4301-1 (E-Book)
- Le Spectateur zéro. Conversation sur le montage. Entretiens avec Julien Suaudeau. Paris Ed. P.O.L., 2020. ISBN 978-2-8180-4992-1 (E-Book)